# جاي باكر
جاي باكر (بالإنجليزية: Jay Bakker)‏ هو قس أمريكي، ولد في 18 ديسمبر 1975 في تشارلوت في الولايات المتحدة.

## وصلات خارجية
- جاي باكر على موقع IMDb (الإنجليزية)
- جاي باكر على موقع قاعدة بيانات الفيلم (الإنجليزية)